# Nathan Jacobson
Nathan Jacobson (5 de octubre de 1910 - 5 de diciembre de 1999) fue un matemático estadounidense. 

## Biografía
Nacido como Nachman Arbiser  en Varsovia, Jacobson emigró a Estados Unidos con su familia en 1918. Se graduó en la Universidad de Alabama en 1930 y obtuvo un doctorado en matemáticas en la Universidad de Princeton en 1934. Mientras trabajaba en su tesis, Polinomios no conmutativos y álgebras cíclicas, fue asesorado por Joseph Wedderburn.
Jacobson enseñó e investigó en Bryn Mawr College (1935-1936), la Universidad de Chicago (1936-1937), la Universidad de Carolina del Norte en Chapel Hill (1937-1943) y la Universidad Johns Hopkins (1943-1947) antes de unirse a Yale. Universidad en 1947. Permaneció en Yale hasta su jubilación.
Fue miembro de la Academia Nacional de Ciencias y de la Academia Estadounidense de Artes y Ciencias. Se desempeñó como presidente de la Sociedad Estadounidense de Matemáticas de 1971 a 1973, y recibió su más alto honor, el premio Leroy P. Steele a la trayectoria, en 1998.  También fue vicepresidente de la Unión Matemática Internacional de 1972 a 1974.

## Trabajos seleccionados

### Libros
- Collected Mathematical Papers, 3 vols., 1989
- The theory of Rings. 1943[4]
- Lectures in Abstract Algebra.[5][6][7]  3 vols., Van Nostrand 1951, 1953, 1964, Reprint by Springer 1975 (Vol.1 Basic concepts, Vol.2 Linear Algebra, Vol.3 Theory of fields and Galois theory)
- Structure of Rings. AMS 1956[8]
- Lie Algebras. Interscience 1962[9]
- Structure and Representations of Jordan Algebras. AMS 1968[10]
- Exceptional Lie Algebras. Dekker 1971
- Basic Algebra. Freeman, San Francisco 1974, Vol. 1; 1980, Vol. 2; Jacobson, Nathan (1985). 2nd edition, Vol. 1. ISBN 9780486135229.Jacobson, Nathan (1985). 2nd edition, Vol. 1. ISBN 9780486135229. Jacobson, Nathan (1989). 2nd edition, Vol. 2. ISBN 9780486135212.
- PI-Algebras. An Introduction. Springer 1975
- Finite-dimensional division algebras over fields 1996

### Artículos
- Jacobson, Nathan (1937). «Abstract derivation and Lie algebras». Trans. Amer. Math. Soc. 42 (2): 206-224. doi:10.1090/s0002-9947-1937-1501922-7.
- «p-algebras of exponent p». Bull. Amer. Math. Soc. 43: 667-670. 1937. doi:10.1090/s0002-9904-1937-06621-3.
- Jacobson, N. (1939). «An application of E. H. Moore's determinant of a hermitian matrix». Bull. Amer. Math. Soc. 45 (10): 745-748. doi:10.1090/s0002-9904-1939-07072-9.
- Jacobson, N. (1940). «A note on hermitian forms». Bull. Amer. Math. Soc. 46 (4): 264-268. doi:10.1090/s0002-9904-1940-07187-3.
- Jacobson, N. (1941). «Restricted Lie algebras of characteristic p». Trans. Amer. Math. Soc. 50: 15-25. doi:10.1090/s0002-9947-1941-0005118-0.
- «Schur's theorem on commutative algebras». Bull. Amer. Math. Soc. 50: 431-436. 1944. doi:10.1090/s0002-9904-1944-08169-x.
- «The equation {\displaystyle x'\equiv xd-dx=b}». Bull. Amer. Math. Soc. 50: 902-905. 1944. doi:10.1090/s0002-9904-1944-08260-8.
- Jacobson, N. (1945). «Structure theory of simple rings without finiteness assumptions». Trans. Amer. Math. Soc. 57 (2): 228-245. doi:10.1090/s0002-9947-1945-0011680-8.
- Jacobson, N. (1945). «The radical and semi-simplicity for arbitrary rings». Amer. J. Math. 67 (2): 300-322. doi:10.2307/2371731.
- «Structure theory for algebras of bounded degree». Ann. Math. 46: 695-707. 1945. doi:10.2307/1969205.
- Jacobson, N. (1945). «A topology for the set of primitive ideals in an arbitrary ring». Proc. Natl. Acad. Sci. U.S.A. 31 (10): 333-338. Bibcode:1945PNAS...31..333J. PMC 1078836. PMID 16588704. doi:10.1073/pnas.31.10.333.
- Jacobson, N. (1948). «The center of a Jordan ring». Bull. Amer. Math. Soc. 54 (4): 316-322. doi:10.1090/s0002-9904-1948-08993-5.
- with F. D. Jacobson: Jacobson, F. D.; Jacobson, N. (1949). «Classification and representation of semi-simple Jordan algebras». Trans. Amer. Math. Soc. 65: 141-169. doi:10.1090/s0002-9947-1949-0029367-8."Classification and representation of semi-simple Jordan algebras". Trans. Amer. Math. Soc. 65: 141–169. doi:10.1090/s0002-9947-1949-0029367-8. MR 0029367.
- Jacobson, Nathan (1949). «Lie and Jordan triple systems». Amer. J. Math. 71 (1): 149-170. doi:10.2307/2372102.
- with C. E. Rickart: Jacobson, N.; Rickart, C. E. (1950). «Jordan homomorphisms of rings». Trans. Amer. Math. Soc. 69: 479-502. doi:10.1090/s0002-9947-1950-0038335-x."Jordan homomorphisms of rings". Trans. Amer. Math. Soc. 69: 479–502. doi:10.1090/s0002-9947-1950-0038335-x. MR 0038335.
- Jacobson, N. (1950). «Some remarks on one-sided inverses». Proc. Amer. Math. Soc. 1 (3): 352-355. doi:10.1090/s0002-9939-1950-0036223-1.
- Jacobson, N. (1951). «General representation theory of Jordan algebras». Trans. Amer. Math. Soc. 70 (3): 509-530. doi:10.1090/s0002-9947-1951-0041118-9.
- Jacobson, Nathan (1951). «Completely reducible Lie algebras of linear transformations». Proc. Amer. Math. Soc. 2: 105-113. doi:10.1090/s0002-9939-1951-0049882-5.
- with C. E. Rickart: Jacobson, N.; Rickart, C. E. (1952). «Homomorphisms of Jordan rings of self-adjoint elements». Trans. Amer. Math. Soc. 72 (2): 310-322. doi:10.1090/s0002-9947-1952-0046346-5."Homomorphisms of Jordan rings of self-adjoint elements". Trans. Amer. Math. Soc. 72 (2): 310–322. doi:10.1090/s0002-9947-1952-0046346-5. MR 0046346.
- Jacobson, N. (1952). «Operator commutativity in Jordan algebras». Proc. Amer. Math. Soc. 3 (6): 973-976. doi:10.1090/s0002-9939-1952-0051828-1.
- Jacobson, N. (1955). «A note on automorphisms and derivations of Lie algebras». Proc. Amer. Math. Soc. 6 (2): 281-283. doi:10.1090/s0002-9939-1955-0068532-9.
- Jacobson, N. (1955). «Commutative restricted Lie algebras». Proc. Amer. Math. Soc. 6 (3): 476-481. doi:10.1090/s0002-9939-1955-0071721-0.